# Burgess Owens

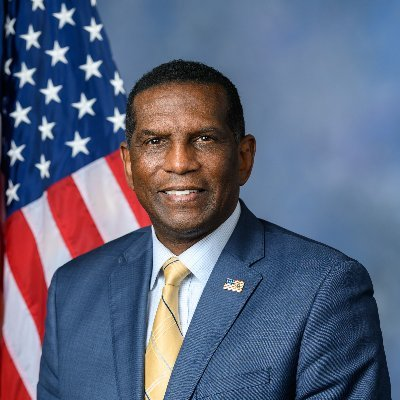
Imagem do ex-jogador de futebol amricano estadunidense Burgess Owens.

Burgess Owens é um ex-jogador profissional de futebol americano estadunidense.

## Carreira
Burgess Owens foi campeão da temporada de 1980 da National Football League jogando pelo Oakland Raiders.